# السماقية (حلب)
السماقية  قرية سوريّة تتبع إداريّاً لمحافظة حلب منطقة جبل سمعان ناحية تل الضمان، بلغ تعداد سكانها 94 نسمة حسب التعداد السكاني لعام 2004.